# Ducati MH900e
La Ducati MH900e es una motocicleta deportiva creada por la compañía italiana Ducati. Se trató de una edición limitada a 2000 unidades.

## Características
La MH900e es una motocicleta con un chasis tubular de acero y basculante monobrazo, equipada con un motor de dos cilindros en V instalado transversalmente, de cuatro tiempos, con refrigeración por aire, distribución desmodrómica y dos válvulas por cilindro.
Originalmente se trató de una serie limitada a 1000 unidades, cuya venta se llevó a cabo a través de la página web oficial de Ducati desde el 1 de enero de 2000. Debido a su éxito y rápida venta, se aumentó la edición en otras 1000 unidades.